# 寺井大樹
寺井 大樹（てらい たいき、10月16日 - ）は、日本の男性声優。東京都出身。以前は賢プロダクションに所属していた。

## 略歴
スクールデュオ17期出身。
賢プロダクション在籍時は、所属声優による絵本の読み聞かせをする「けんけんぱーく」のメンバーだった。

## 人物
物事を根性・気合いで何とかしたいポジティブな性格。
特技はソーシャルゲーム、RPGなどのゲーム。趣味はゲーム、カードゲーム。ザテレビジョンのプロフィールには指パッチンを趣味・特技として挙げている。カードゲームでは公式大会で結果を残したり、オンラインゲームやソーシャルゲームではサーバーランカーになるなど、結果を残すことが多々あるという。

## 出演

### テレビアニメ
2017年
- sin 七つの大罪

2018年
- ゾンビランドサガ

2019年
- あんさんぶるスターズ!（男子生徒）
- かつて神だった獣たちへ（隊員）

2020年
- SHOW BY ROCK!! ましゅまいれっしゅ!!（手下）
- GO!GO!アトム（モエ）

2021年
- スライム倒して300年、知らないうちにレベルMAXになってました（観客A）
- トロピカル〜ジュ!プリキュア（生徒）

2022年
- もっと!まじめにふまじめ かいけつゾロリ（通行人）
- Engage Kiss（ロブ・スカイランナー）

2024年
- ハイガクラ（龍士、島民、子供、兵士）

### Webアニメ
- 賭ケグルイ双（2022年、生徒たち）

### ゲーム
- バイオハザード レジスタンス（2020年、マーティン・サンドウィッチ[5]）
- ファイナルファンタジーVII リメイク（2020年）

### 吹き替え

#### 映画
- アイデア・オブ・ユー 〜大人の愛が叶うまで〜
- 立ち上がれ! ペット団 〜ロボシティを救え〜

#### ドラマ
- ゴーカーツ（英語版）
- シカゴ・メッド
- トップボーイ（英語版）（ジェンソン〈リッキー・スマート〉）
- POWER/パワー
- HAWAII FIVE-0
- ヘチ 王座への道
- ロック&キー（ルーフェス・ウェドン〈コビー・バード〉）

#### アニメ
- ビッグシティ・グリーン（カルロス）
- ザ・シンプソンズ（ネルソン・マンツ〈3代目〉）
- バンジのにゃむにゃむ日記（ペンドル）
- Hoops -フープス-（英語版）（タイムボム[6]〈ベン・ホフマン（英語版）〉）
- 野生の島のロズ[7]
- ユーフーしゅつどう!（英語版）（レミー〈ブライス・パーペンブルック〉[8][9][10]）

#### その他
- 移民国家は語る（英語版）
- チーム・ケイリー（英語版）
- ネクスト・イン・ファッション（英語版）

### ラジオ番組
- YouGotチャンネルα（時期不明、FM西東京） - アシスタントパーソナリティ

### 朗読
- 集団NOPLAN 第4回公演「家族百景 〜いままでのことそれからのことこれからのこと〜」（2016年5月7日・8日、座・高円寺2）[11]
- ミニ朗読劇「ハッピーバースデー」（2019年2月27日、そごう横浜店前広場 / 2020年2月24日、横浜高島屋）[12][13]